# Apeldoorn Oost
Apeldoorn Oost is een wijk in de Nederlandse stad Apeldoorn. Het gebied wordt begrensd door het Apeldoorns Kanaal in het westen, de spoorlijn Apeldoorn - Zutphen in het zuiden, de A50 in het oosten en de Deventerstraat in het noorden. Het wordt doorkruist door de spoorlijn Apeldoorn - Deventer.

Apeldoorn Oost is opgesplitst in 8 buurten: Welgelegen, Osseveld en Woudhuis horen bij stadsdeel Apeldoorn Noordoost.

De buurten Zonnehoeve, De Voorwaarts en Bedrijventerrein Ecofactorij behoren tot het stadsdeel Apeldoorn Zuidoost.

## Welgelegen
In het oosten grenst Welgelegen aan de binnenstad via het Apeldoorns Kanaal. Aan de oevers van het kanaal ligt de nieuw ontwikkelde kanaalzone.

## Osseveld
Osseveld omvat de buurten Osseveld, Osseveld-Oost (Schoonlocht) en Bedrijvenpark Oost. Hier ligt winkel- en wooncentrum 't Fort.

## Woudhuis
Woudhuis (Steenkamp) tussen Zutphensestraat, spoorlijn en A50 is een nieuwbouwwijk met bijzondere architectuur.

## Zonnehoeve (Apeldoornse Bos)
De wijk Zonnehoeve staat ook wel bekend als Apeldoornse Bos. Deze naam komt van het Apeldoornsche Bosch, een Joodse psychiatrische inrichting die hier van 1909 tot 1943 gevestigd was maar door de nazi's werd ontruimd. Tegenwoordig zit hier een instelling van 's Heeren Loo voor mensen met een verstandelijke beperking, het voormalige Groot Schuylenburg. Naast het bosrijke terrein van de instelling bestaat het gebied vooral uit weiland. In dit gebied werd in december 2006 station Apeldoorn De Maten geopend en wordt de nieuwe woonwijk Groot Zonnehoeve ontwikkeld met circa 600 woningen. In het gebied Barnewinkel, ten oosten hiervan en direct naast de A50, is sinds 2012 de hoofdvestiging van de landelijke land- en tuinbouwcoöperatie Agrifirm gevestigd en werd in februari 2018 een Van der Valk-hotel geopend.

## De Voorwaarts

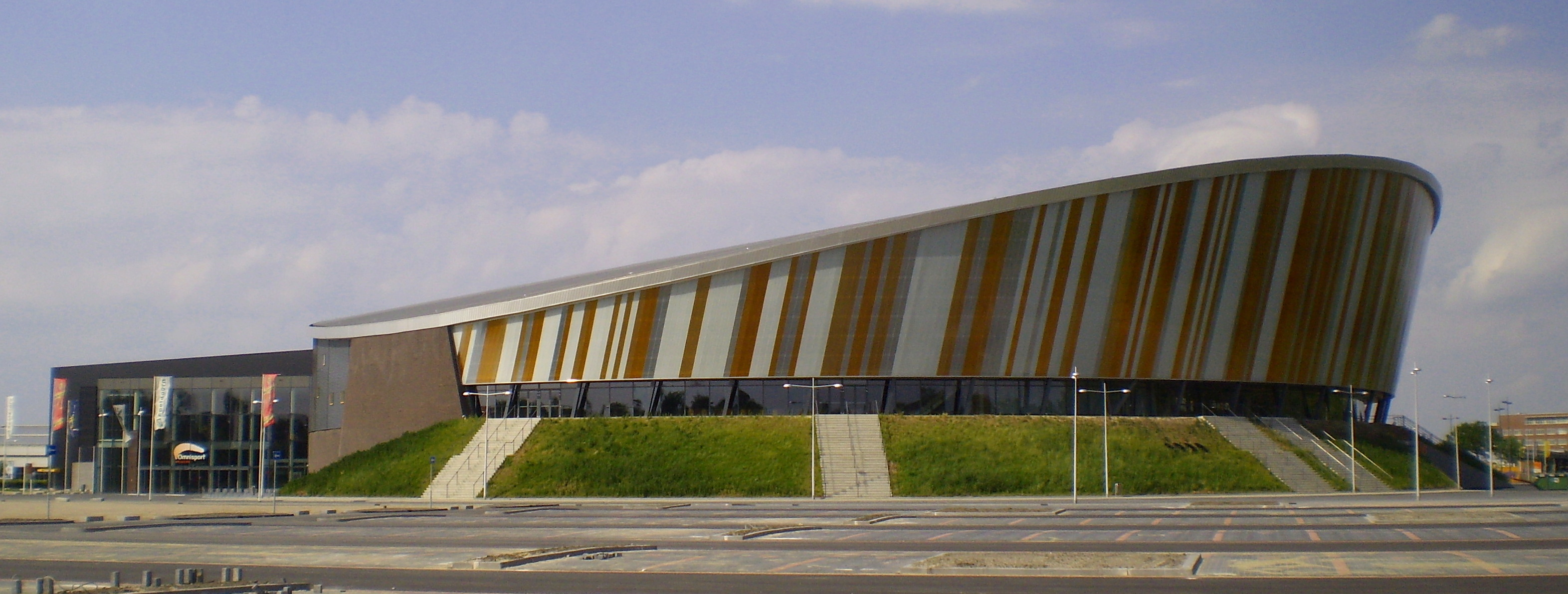
Omnisport Apeldoorn

De Voorwaarts is het gebied tussen de Laan van Erica, de Zutphensestraat en de spoorlijnen Apeldoorn - Deventer en Apeldoorn - Zutphen. In dit gebied liggen Omnisport Apeldoorn, een vestiging van Intratuin en het sportcomplex van WSV. In 2013 werd hier het winkelcentrum De Voorwaarts gebouwd, als vleugel van Omnisport. Een vervolgstap hiervan was een verdubbeling van een deel van de Zutphensestraat (de verbinding met de A50), die na een jarenlange juridische strijd in september 2012 onherroepelijk werd goedgekeurd door een uitspraak van de Raad van State, en in december 2014 werd voltooid.

## Bedrijvenpark Ecofactorij
Bedrijvenpark Ecofactorij ligt buiten de bebouwde kom tussen de A1, de A50, de N345 en de spoorlijn Apeldoorn-Zutphen. Ecofactorij is ontwikkeld als duurzaam bedrijventerrein voor grootschalige bedrijven in de productie- en logistieke sector.